# 斐迪南·卡爾 (奧地利-埃斯特)
奧地利-埃斯特的斐迪南·卡爾（德語：Ferdinand Karl von Österreich-Este，1754年6月1日—1806年12月24日），奧地利-埃斯特大公，摩德納公爵法蘭西斯科四世的父親。

## 家庭
1771年，斐迪南·卡爾與摩德納公爵埃爾科萊三世·埃斯特的獨女瑪麗亞·貝亞特麗切結婚，兩人共有4子3女：
- 瑪麗亞·特蕾莎（1773年—1832年），薩丁尼亞王后
- 瑪麗亞·利奧波汀（1776年—1848年），巴伐利亞選侯夫人
- 法蘭西斯科四世（1779年—1846年），摩德納公爵
- 斐迪南·卡爾·約瑟夫（1781年—1850年），奧地利軍官
- 馬克西米利安·約瑟夫（英语：Archduke Maximilian of Austria-Este）（1782年—1863年），條頓騎士團大團長
- 卡爾·安布羅修斯（英语：Archduke Karl of Austria-Este）（1785年—1809年），艾斯特根-布達佩斯大主教
- 瑪麗亞·盧多維卡（1787年—1816年），神聖羅馬皇后